# Ali Pascha Rizvanbegović
Ali Pascha Rizvanbegović (geboren um 1783 in Stolac; gestorben Ende März 1851 bei Banja Luka, Osmanisches Reich) war von 1813 und 1833 Kapetan von Stolac, und von 1833 bis 1851 Wesir des Paschalik Herzegowina. Rizvanbegović förderte die Landwirtschaft und war bestrebt, die Eigenständigkeit der Herzegowina gegenüber Bosnien zu stärken.

## Leben und Wirken
Rizvanbegović stammte aus einer alten Adelsfamilie aus Stolac, die sich deshalb Stočević nannte. Er war der Sohn des Zulfikar Rizvanbegović (gestorben 1805) dem Kapetan von Stolac. Nach einem Konflikt mit seinem Vater verließ er seine Heimat als Jugendlicher und kehrte erst nach dem Tode des Vaters zurück.

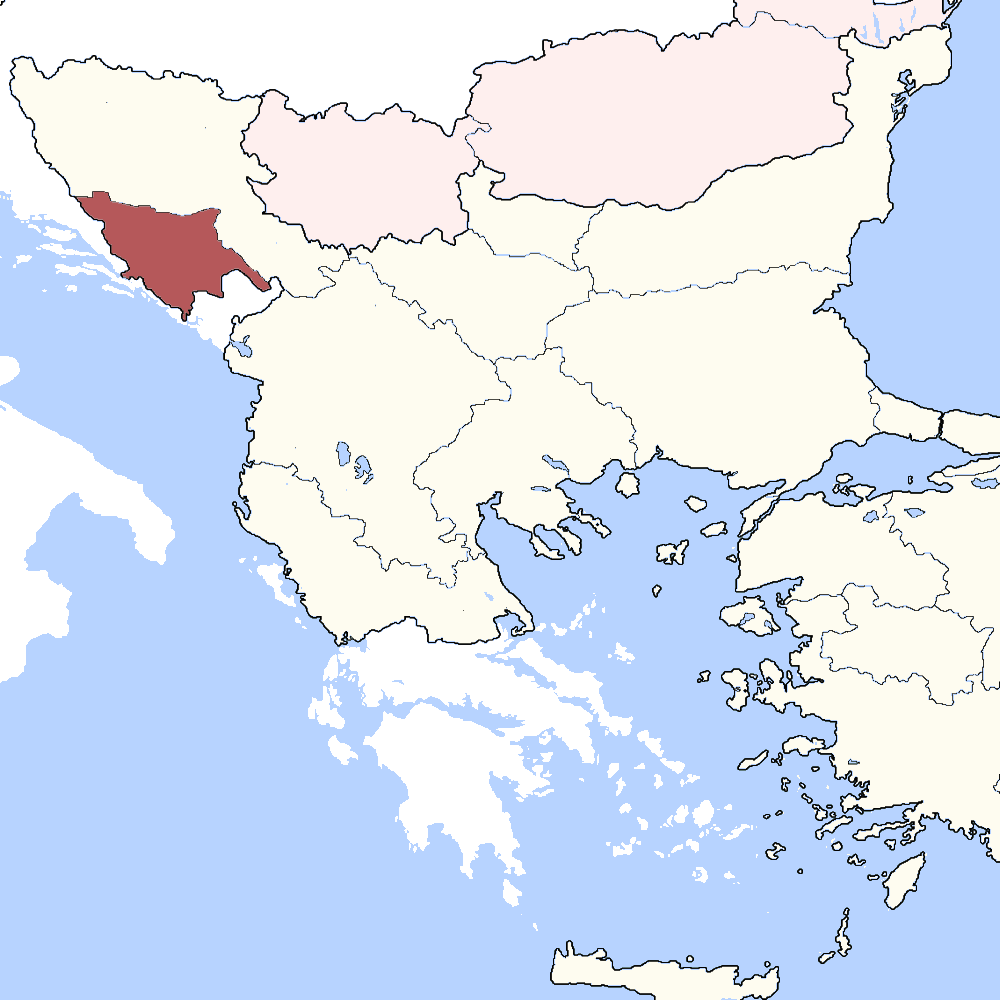
Rizvanbegovićs Herrschaftsgebiet, das Paschalik Herzegowina um 1850.

In den Jahren 1831/1832 kam es zu einem Aufstand der Bosniaken unter Husein Gradaščević gegen die Militärreform der Hohen Pforte. Rizvanbegović verhielt sich der Zentralregierung gegenüber loyal und bekämpfte die Aufständischen. Dafür und für seine militärischen Erfolge ließ ihm nach der Niederschlagung des Aufstandes Sultan Mahmud II. im Jahre 1833 die freie Wahl, über welches Reichsgebiet er von da an als Wesir verfügen möchte. Rizvanbegović verlangte, dass die Herzegowina administrativ vom Eyâlet Bosnien gelöst und ihm unterstellt werde. Der Sultan machte ihn zum Beylerbey und später zum Wesir des neu entstandenen Paschalik Herzegowina, über das er bis zu seinem Tod fast zwei Jahrzehnte herrschte.
Rizvanbegović hatte enge Beziehungen zu den Franziskanern und so waren Juro Kačić und auch Petar Bakula (1816–1873) seine Leibärzte. Er unterstützte die herzegowinischen Franziskaner, die sich 1844 im Zuge eines Streits zur Abspaltung von der bosnischen Mutterprovinz entschlossen hatten, bei der Etablierung einer eigenen Franziskanerprovinz. Rizvanbegovićs Herrschaftsgebiet wäre mit einem eigenen franziskanischen Zentrum auch in dieser Hinsicht unabhängig von Bosnien gewesen. Er erwirkte in Istanbul einen Ferman, welcher den Franziskanern erlaubte, 1846 das Kloster von Široki Brijeg bei Mostar zu errichten. Die Erstausstattung des Klosters mit Lebensmitteln, landwirtschaftlichem Gerät und Geld unterstützte Rizvanbegović großzügig. Damit war ein lange gehegter Wunsch vieler herzegowinischer Ordensbrüder nach einem eigenen Kloster verwirklicht.
Rizvanbegović rebellierte später gegen die osmanische Zentralregierung, weshalb ihn der osmanische General Omar Pascha im Februar 1851 gefangen nehmen ließ. Ende März 1851 starb Rizvanbegović in einem Militärlager bei Banja Luka, durch einen angeblich versehentlich losgelösten Schuss.

### Bautätigkeit
In Mostar erbaute Rizvanbegović im Stadtteil Grad eine wehrhafte Residenz (saraji), eine Tekke (Pašina tekija na Luci) und ein großes Gasthaus (han). In der Nähe der Mündung der Buna in die Neretva ließ er am rechten Ufer einen Sommersitz mit Gärten, Plantagen, Kiosk, Moschee, Gasthaus und Schule bauen, die nach seinem Tode verfiel. An der Quelle der Buna errichtete er eine Moschee, die später verfiel. Dem Scheich Abdurahman Sirrija (1774–1847) errichtete er 1848 eine Turbe bei der Tekke Oglavak zwischen Kiseljak und Fojnica. In Stolac restaurierte er die Moschee (Pašina džamija) und restaurierte und erweiterte die durch eine Pulverexplosion stark beschädigte Burg. Am Burgberg ließ er den Bau eines Herrensitzes (Alipašini saraji) beginnen. In Foča ließ er eine Medresse (Pašina medresa) mit Bibliothek errichten, die bereits zu Beginn des 20. Jahrhunderts nur noch Reste vorhanden waren. Um das Jahr 1841 ließ er durch seinen Verwalter (subaša) Ibraga Bostandžić in Trebižat bei Čapljina einen Herrensitz mit Wehrturm (kula) errichten. Dafür zwang er die sechs örtlichen Agas der Čučkovići, Fazlagići, Hadžići, Jakirovići, Muratagići und Žagrovići ihm den Grundbesitz zu verkaufen. Bauern aus der ganzen Herzegowina, besonders aus den Bezirken Ljubuški, Mostar, und Stolac, mussten ohne Tagelohn und Verpflegung den damals aus Wald und Sumpf bestehenden Grundbesitz im Tal des Trebižat roden und entwässern. In der Herzegowina ließ er verkünden, dass sich Kmeten (Erbpächter) für die dort zu errichtende Siedlung Nova sela (Neudorf) melden sollten. 25 katholische Familien wurden angesiedelt und einfache einräumige Kolonistenhäuser errichtet. Der Herrensitz war ein osmanischer Wehrbau und bestand aus einem dreigeschossigen etwa 10 Meter hohen Wehrturm, der durch ein etwa 30 mal 30 Meter großes und 4,50 Meter hohes Mauerrechteck mit Schießscharten und Palisaden abgesichert wurde. In der Anlage befanden sich Nebengebäude wie Pferdestall, Küche, Speicher und ein Kerker. Die Gebäude bestanden aus Kalkstein und wurden von wandernden Bauhandwerkern errichtet, den Popovci d. h. Bewohnern des großen Beckens Popovo, südlich von Stolac. Rizvanbegović hielt sich nur zweimal kurz hier auf, sein Sohn Hafis Pascha öfter, bewohnt wurde der Herrensitz in der Regel vom Verwalter. Nach Rizvanbegovićs Tod wurde der Herrensitz beschlagnahmt, später durch Erbschaft mehrfach geteilt (auch der Wehrturm) und nach beginnendem Verfall auch als Baumaterial verwendet.

### Landwirtschaft
Rizvanbegović unterstützte die Entwicklung der Landwirtschaft geplant und großangelegt durch den Anbau von Reis und Weinreben sowie die Anpflanzung von Oliven- und Maulbeerbäumen. Hierfür holte er gut bezahlte Sachverständige z. B. aus dem Osmanischen Reich und Dalmatien in die Herzegowina, welche die Einheimischen in der Produktgewinnung und -pflege schulten.

## Familie
Rizvanbegovićs Sohn Rustem Rifat Beg war ein Dichter, ebenso sein Enkel Arig Beg Rizvanbegović (1839–1903) der unter dem Namen Hersekli Arif Hikmet eine führende Stellung im literarischen Leben Istanbuls einnahm. Rizvanbegovićs Tochter Habiba Hanuma war ebenfalls Dichterin.